# Peter Adolfsson
Nils Peter Valdemar Adolfsson, född 5 april 1960 i Hallingebergs församling i Kalmar län, är en svensk militär.

## Biografi
Adolfsson avlade officersexamen vid Krigsskolan 1983 och inledde tjänstgöring som plutonchef vid Bodens ingenjörregemente, där han befordrades till kapten 1984. Åren 1985–1986 studerade han vid Artilleri- och ingenjörhögskolan, varpå han 1986–1987 var plutonchef vid Göta ingenjörregemente och 1987–1988 repetitör vid Artilleri- och ingenjörhögskolan. Han gick 1988–1989 Arméns allmänna kurs vid Militärhögskolan och befordrades 1989 till major, varefter han 1989–1992 var kompanichef vid Göta ingenjörregemente.
Åren 1992–1994 gick han Tekniska chefskursen för fortifikationen vid Militärhögskolan och tjänstgjorde därefter 1994–1995 som stabsofficer vid Arméledningen i Högkvarteret. Han var 1995–1996 stabsofficer i Fordonsbyrån vid Försvarets materielverk, 1996–1997 stabsofficer vid Internationella avdelningen i Operationsledningen i Högkvarteret och 1997–1999 bataljonschef vid Göta ingenjörkår. År 1999 utnämndes han till överstelöjtnant med särskild tjänsteställning. Han studerade 1999–2000 vid U.S. Army Command and General Staff College i Fort Leavenworth och 2000–2001 vid U.S. Army School of Advanced Military Studies i Fort Leavenworth. Åren 2001–2003 var han sektionschef vid Strategiledningen i Högkvarteret och under 2003 chef för Insatsledningsavdelningen i Planeringsstaben i Strategiledningen i Högkvarteret. Han befordrades till överste 2003  och var 2003–2007 försvarsråd och militär rådgivare hos Sveriges delegation vid NATO.
År 2010 utnämndes han till försvarsattaché vid ambassaden i Ankara med sidoackreditering vid ambassaden i Tbilisi. Adolfsson är chef för Försvarsmedicincentrum och chef för Göteborgs garnison sedan den 1 oktober 2014.